# Giao Nam
Giao Nam (tiếng Trung: 胶南市, Hán Việt: Giao Nam thị) từng là một thành phố cấp huyện của địa cấp thị Thanh Đảo, tỉnh Sơn Đông, Cộng hòa Nhân dân Trung Hoa. Thành phố Giao Nam có diện tích 1837 km2, dân số năm 2002 840.000 người, mã số bưu chính 266400, mã số điện thoại 0531.